# 280 (число)
280 (Двісті вісімдеся́т) — натуральне число між 279 та 281.

## У математиці
- Складене число
- {\displaystyle 280^{2}=78400}
- 280 ділиться на 1, 2, 4, 5, 7, 8, 10, 14, 20, 28, 35, 40, 56, 70, 140
- Сума цифр числа 280 — 10.
- Добуток цифр цього числа — 0.
- 18 осіб за круглим столом можуть потиснути один одному руки неперехресним способом 280 різними способами

## Дати
- 280 день року це 7 жовтня
- 280 рік до н.е
- 280 рік
- 1280 рік